# Міллервіль (Міннесота)
Міллервіль (англ. Millerville) — місто (англ. city) в США, в окрузі Дуглас штату Міннесота. Населення — 100 осіб (2020).

## Географія
Міллервіль розташований за координатами 46°4′9″ пн. ш. 95°33′25″ зх. д. / 46.06917° пн. ш. 95.55694° зх. д. (46.069088, -95.556999).  За даними Бюро перепису населення США в 2010 році місто мало площу 2,24 км², уся площа — суходіл.

## Демографія
Згідно з переписом 2010 року, у місті мешкало 106 осіб у 45 домогосподарствах у складі 27 родин. Густота населення становила 47 осіб/км².  Було 49 помешкань (22/км²).
Расовий склад населення:
| - 99,1 % — білих |

До двох чи більше рас належало 0,9 %. Частка іспаномовних становила 0,0 % від усіх жителів.
За віковим діапазоном населення розподілялося таким чином: 18,9 % — особи молодші 18 років, 62,2 % — особи у віці 18—64 років, 18,9 % — особи у віці 65 років та старші. Медіана віку мешканця становила 40,5 року. На 100 осіб жіночої статі у місті припадало 89,3 чоловіків;  на 100 жінок у віці від 18 років та старших — 100,0 чоловіків також старших 18 років.
Середній дохід на одне домашнє господарство  становив 51 324 долари США (медіана — 43 500), а середній дохід на одну сім'ю — 50 846 доларів (медіана — 38 750). За межею бідності перебувало 25,3 % осіб, у тому числі 44,8 % дітей у віці до 18 років та 0,0 % осіб у віці 65 років та старших.
Цивільне працевлаштоване населення становило 51 осіб. Основні галузі зайнятості: роздрібна торгівля — 19,6 %, виробництво — 15,7 %, освіта, охорона здоров'я та соціальна допомога — 15,7 %.